# 8370 Vanlindt
8370 Vanlindt è un asteroide della fascia principale. Scoperto nel 1991, presenta un'orbita caratterizzata da un semiasse maggiore pari a 2,5669149 UA e da un'eccentricità di 0,1234997, inclinata di 11,25373° rispetto all'eclittica.